# Ana Lazarević
Ana Lazarević (cyr. Ана Лазаревић; ur. 4 lipca 1991 w Valjevie) – serbska siatkarka, reprezentantka kraju, grająca na pozycji przyjmującej. Od sezonu 2019/2020 występuje w greckiej drużynie Olympiakos Pireus.

## Sukcesy klubowe
Mistrzostwo Serbii:
- 2011
- 2012

Puchar Grecji:
- 2016, 2017

Mistrzostwo Grecji:
- 2016, 2017

Puchar Challenge:
- 2017

Puchar CEV:
- 2019

Mistrzostwo Rumunii:
- 2019

Puchar Rumunii:
- 2019

Mistrzostwo Grecji:
- 2020

## Sukcesy reprezentacyjne
Liga Europejska:
- 2011

Mistrzostwa Europy:
- 2011

Grand Prix:
- 2013

## Nagrody indywidualne
- 2017: MVP Pucharu Grecji